# Lachnocnema bibulus
The Common Woolly Legs (Lachnocnema bibulus) là một loài bướm ngày thuộc họ Bướm xanh. Nó được tìm thấy ở sub-Saharan Africa. In Nam Phi it is found from the East Cape to KwaZulu-Natal, Swaziland, Mpumalanga, Gauteng, the Limpopo Province và the North West Province.
Sải cánh dài 21–27 mm đối với con đực và 21-30.5 mm đối với con cái. Con trưởng thành bay quanh năm in warmer areas with peaks in spring và cuối hè.
Ấu trùng ăn Psyllidae plant lice species.